# Paremono
Paremono is een bestuurslaag in het regentschap Magelang van de provincie Midden-Java, Indonesië. Paremono telt 6592 inwoners (volkstelling 2010).